# Алиев, Эльдар Агабалаевич
Эльда́р Агабала́евич Али́ев (род. 9 декабря 1957, Баку, СССР) — российский, советский артист балета, педагог, хореограф, народный артист Российской Федерации (2024). Художественный руководитель балетной труппы Приморской сцены Мариинского театра. Консультант, педагог, балетмейстер и хореограф.

## Биография
Родился в Баку, где окончил Бакинское хореографическое училище с отличием (с 1966 по 1975 год).
С 1977 по 1979 года — служба в Вооруженных силах СССР.
С 1989 по 1991 года — проходил обучение в Российском институте театрального искусства (ГИТИС).
С 2010 по 2014 года — педагогическое отделение Академии Русского балета имени А. Я. Вагановой в Санкт-Петербурге.

## Творческий путь
С 1974 по 1977 — солист балета Азербайджанского Государственного театр оперы и балета им. М. Ф. Ахундова.
С 1979 по 1992 годах — премьер солист Государственного академического Мариинского театра. Исполнял ведущие партии в балетах «Дон Кихот», «Легенда о любви», «Корсар», «Лебединое озеро», «Баядерка», «Спартак» и многие другие.
С 1992 по 1994 годах — премьер балетной труппы Indianapolis Ballet Theater (Ballet Internationale).
С 1994 по 2005 — художественный руководитель балетной труппы Indianapolis Ballet Theater (Ballet Internationale).
С 2005 по 2015 — приглашённый консультант, педагог, балетмейстер и хореограф с труппами и балетными академиями Европы, Азии и Америки: Шведский королевский балет, Национальный балет Словакии, Сербский национальный балет, Национальный балет Аргентины, Национальный балет Китая, Национальный балет Канады, Цинциннати-балет в США, Юниверсал-балет Кореи в Сеуле, Балет Гонконга, Пекинская академия танца, Театро Массимо в Италии, Балет Испании.
С 2015 года по 2016 год — главный балетмейстер Приморского театра оперы и балета.
С 2016 года по 2021 год — главный балетмейстер Приморской сцены Мариинского театра.
С 2021 года по настоящее время — художественный руководитель балетной труппы Приморской сцены Мариинского театра.

## Преподаватели
Бакинские хореографическое училище: Артем Васильевич Акопов, Роза Алиева Худа-кули.
Государственный академический Мариинский театр: Владилен Григорьевич Семёнов, Сергей Михайлович Бережной, Ольга Николаевна Моисеевна, Ирина Александровна Колпакова.

## Партнёрши
Партнёршами по сцене были балерины: Г. Мезенцева, Г. Комлева, Т. Терехова, С. Гиллем, А. МакКерроу, Л. Браун, А. Асылмуратова, М. Былова, Л. Кунакова.

## Награды
- 1996 год — премия журнала Indianapolis Business Journal «Сорок лучших руководителей до сорока лет» («Forty Under Forty»)[1].
- Орден «Дружба» (21 апреля 2022 года, Азербайджан) — за заслуги в укреплении дружбы между народами и развитии азербайджанской диаспоры[2].
- Грамота губернатора штата Индиана (2003 год).
- Распоряжением мэра города Индианаполиса от 21 июня 2003 года об объявлении 21 июня Днём Эльдара Алиева.
- Звание Почётного профессора Шеньянской государственной консерватории КНР в области танца (2016 год).
- Почётная грамота Законодательного собрания Приморского края (2017 год).
- Грамота министра культуры Российской Федерации (2018 год).
- Заслуженный деятель искусств Российской Федерации (6 апреля 2021 года) — за заслуги в развитии отечественной культуры и искусства, многолетнюю плодотворную деятельность[3].
- Приз «Душа танца» в номинации «Рыцарь танца», учреждённым журналом «Балет» (2022 год).
- Почётная грамота Губернатора Приморского края (2023 год).
- Знак отличия г. Владивостока II степени «За заслуги перед Владивостоком» (2024 год).
- Знак отличия Приморского края «Приморье. За заслуги» (2024 год).
- Народный артист Российской Федерации (6 ноября 2024 года) — за большие заслуги в развитии хореографического искусства[4].